# تويوتا كريستا
تويوتا كريستا، هي سيارة من سيارات تويوتا تمت صناعتها في سنة 1992. وكانت تعتبر من السيارات العملية من حيث استهلاك الوقود ولكن لاتعتبر من السيارات القوية فوزنها يعتبر خفيفا جداً بالنسبة لبقية السيارات.